# Jan den Haen
Jan den Haen (né en 1630 à Gouda, mort à la bataille de Palerme le 2 juin 1676) est un amiral néerlandais du XVIIe siècle.

## Biographie
Jan den Haen, est le fils de Jan Jansz den Haen et Aefken Crijnen Hola. Très jeune il choisit le métier de marin. En 1653, il est engagé sur le Bommel et gravi rapidement tous les échelons. En 1658 il est lieutenant. En 1658, il est capitaine du Haarlem impliqué dans la bataille de l'Öresund. En 1665, durant la deuxième guerre anglo-néerlandaise, Den Haen prend part à la bataille de Lowestoft. C'est lui qui remporte le seul succès de cette bataille, un désastre pour les Hollandais, en s'emparent du Great Charity. Pour cette prise, il reçoit une récompense de 10 000 livres, ce qui lui permet d'acheter une maison à Gouda (plus tard connu sous le nom de Het Admiraalshuis, la maison de l'amiral).
Sa récente renommée lui vaut d'être nommé Schout-bij-nacht (contre-amiral), et c'est dans cette fonction qu'il participe, en 1672, à la bataille de Solebay et aux batailles de Schooneveld en 1673. Son action au cours de la bataille du Texel, lui vaut le grade de Vice-Admiraal de la flotte néerlandaise.
En 1675, sous les ordres de Michiel de Ruyter, il affronte les Français en Méditerranée. La relation entre les deux hommes n'est pas au beau fixe et Den Haen se sent injustement traité, mais le 22 avril 1676, à la bataille d'Agosta, Ruyter est mortellement blessé et Den Haen prend le commandement de la flotte. Mais sa chance ne dure pas : moins de deux mois plus tard, il est lui-même tué à la bataille de Palerme le 2 juin 1676.

## Sources
- (nl) Cet article est partiellement ou en totalité issu de l’article de Wikipédia en néerlandais intitulé « Jan den Haen » (voir la liste des auteurs).